# Krisztina Laki
Krisztina Laki (* 16. September 1944 in Érd) ist eine deutsche Opernsängerin (lyrischer Koloratursopran) und Gesangspädagogin mit ungarischen Wurzeln.

## Leben
Krisztina Laki studierte an der Musikakademie Liszt Ferenc bei József Réti in Budapest Gesang. 1971 debütierte sie als Gilda (Rigoletto) in Bern, wo sie bis 1974 unter anderem auch die Königin der Nacht in Mozarts Zauberflöte und die Sophie in Richard Strauss’ Rosenkavalier gab.
1974–1979 wirkte sie als festes Ensemblemitglied an der Deutschen Oper am Rhein und unter anderem am Teatro La Scala in Mailand, wo sie beispielsweise als Blonde in Giorgio Strehlers Inszenierung von Mozarts Die Entführung aus dem Serail neben Edita Gruberová (Konstanze) auftrat. 1980 bis 1989 hatte sie Gastverträge mit der Hamburgischen und Münchner Staatsoper, primär jedoch mit der Oper Köln, wo sie gleichfalls wie zuvor in Düsseldorf, in allen wichtigen Partien ihres Faches zu hören war.
Ab 1984 gastierte sie freischaffend über zwei Jahrzehnte lang als gefragte Opern- und Konzertsängerin an nahezu allen bedeutenden Spielstätten und Festivals Europas und der ganzen Welt.
In Loriots Stuttgarter Inszenierung von Flotows Martha (1985, auch Fernsehaufzeichnung) trat sie in der Titelrolle auf. In Stuttgart war sie auch als Marzelline in Beethovens Fidelio sowie in einer Partie in Jommellis Fetonte zu erleben.
Ihre Karriere führte sie u. a. mit folgenden Dirigenten zusammen: Roland Bader, Frieder Bernius, Ádám Fischer, Lamberto Gardelli, Wolfgang Gönnenwein, Leopold Hager, Bernard Haitink, Nikolaus Harnoncourt, Marek Janowski, Sigiswald Kuijken, Raymond Leppard, Francesco Molinari-Pradelli, Georges Prêtre, Sir John Pritchard, Helmuth Rilling, Wolfgang Sawallisch, Horst Stein, Heinz Wallberg, Bruno Weil, Lothar Zagrosek. Außerdem arbeitete sie mit Regisseuren wie John Dexter, Michael Hampe, Hans Hartleb, Leopold Lindtberg, Juri Ljubimow, Axel Manthey, Giancarlo del Monaco, Hans Neugebauer, Peter Palitzsch, Jean-Pierre Ponnelle, Otto Schenk.
2001 beendete sie ihre Sängertätigkeiten. Krisztina Laki hält weltweit regelmäßig Meisterkurse ab, ist Jurymitglied bedeutender internationaler Musikwettbewerbe und als Dozentin und als Honorarprofessorin an der Hochschule für Künste Bremen tätig. Zu ihren dortigen Schülern gehörte u. a. Äneas Humm.

## Diskografie
Laki hat auf Tonträgern auch zahlreiche unbekannte Werke eingespielt, darunter von den Komponisten Gottfried von Einem, Paul I. Esterházy de Galantha, Niccolò Jommelli, Josef Mysliveček, Giovanni Paisiello, Antonio Salieri (Lieder), sowie Partien in Singspielen von E. T. A. Hoffmann und Felix Mendelssohn Bartholdy und schließlich die Zemina in Richard Wagners Jugendoper Die Feen.

## Auszeichnungen (Auswahl)
- Österreichisches Ehrenkreuz für Wissenschaft und Kunst, 2001
- Ritterkreuz des Verdienstordens der Republik Ungarn, 2011
- Verleihung des Titels „Professorin“ auf Antrag der Hochschule für Künste Bremen, 2011